# Brent Staples
Brent Staples, né en 1951, est un écrivain américain et un membre du comité de rédaction du New York Times, où il se spécialise dans les questions d'éducation, de justice pénale et d''économie. Ses livres incluent An American Love Story et Parallel Time: Growing up In Black and White . Il écrit sur des thématiques politiques, sociales et culturelles, notamment les questions raciales et l'état du système scolaire américain,.
Son mémoire Parallel Time a été finaliste pour le Prix littéraire du Los Angeles Times et lauréat du prix Anisfield-Wolf. Il a remporté le prix Pulitzer 2019 pour l'écriture éditoriale  et est membre de la Société des historiens américains (en). Il a également été chercheur invité dans plusieurs institutions universitaires.

### Jeunesse et éducation
Brent Staples est né en 1951 à Chester, en Pennsylvanie. Il est l'aîné d'une famille de neuf enfants. Ses parents quittent la Virginie rurale pour s'installer à Chester lors de la deuxième grande migration afro-américaine. Son père est chauffeur de camion et sa mère femme au foyer. Sa famille avait déménagé à sept reprises, souvent en raison de son incapacité à payer le loyer. Elle n’a pas d’argent pour payer des études universitaires ; ses notes étant moyennes et il n’a suivi que quelques cours dans les matières théoriques au lycée. On s'attend à ce qu'il aille directement travailler, probablement dans l'un des chantiers navals de Chester.
En 1983, son jeune frère, Blake, un trafiquant de cocaïne, est assassiné par un client, ce qui  amène Brent Staples à reconsidérer son propre succès et son incapacité à influencer les choix de vie de son frère.

### Carrière
Brent Staples enseigne la psychologie à l'Université Widener et dans diverses institutions de Chicago de 1977 à 1981, mais commence également à écrire dans des journaux. En 1983, il est embauché comme journaliste scientifique par le Chicago Sun-Times . En 1985, il rejoint l'équipe du New York Times en tant que critique de livres et  devient par la suite rédacteur adjoint. Son essai « Just Walk on By: Black Men and Public Space », publié dans Ms. Magazine en 1986 devient une lecture obligatoire dans de nombreux cursus universitaires. En 1990, il est nommé au comité de rédaction du journal.
En 1994, ses mémoires intitulés Parallel Time, ont été finalistes pour le Los Angeles Times Book Prize et lauréates du Anisfield-Wolf Book Award.
Lors d'une interview de 1994 avec Paul Galloway (en) du Chicago Tribune, Brent Staples déclare : « Être noir enrichit mon expérience ; cela ne me définit pas. .... J'écris sur des thèmes universels – la famille, quitter la maison et développer sa propre identité – dont tous les Américains peuvent profiter et peuvent comprendre». En tant qu'écrivain, il s'efforce de corriger le mythe selon lequel « l'expérience noire » américaine est synonyme de pauvreté, la violence et la criminalité. Il poursuit : « Je méprise l'expression [‘expérience noire’]. Cela n'existe pas. La vie des Noirs dans ce pays est trop variée pour être réduite à un seul terme» .
En 2000, Staples reçoit un doctorat honorifique en lettres humaines du Mount Saint Mary College (en). Il a exercé comme chercheur invité dans de la Fondation Hoover, l'Université de Chicago et l'Université Yale .
En 2019, Staples remporte le prix Pulitzer de rédaction éditoriale. Ses éditoriaux mettent en lumière l'histoire du racisme aux États-Unis et sont qualifés par le comité du prix Pulitzer comme étant « écrits avec une clarté morale extraordinaire ».

## Liens
- Notices d'autorité :   - VIAF
  - ISNI
  - LCCN
  - GND
  - Pays-Bas
  - WorldCat
- Liens vers Just Walk on By: Black Men and Public Space (texte intégral en Anglais)